# الفبای سغدی
خط سُغدی توسط سغدی‌ها که قومی ایرانی بودند، در سغد استفاده می‌شد. الفبای سغدی بر گرفته از خط سریانی و از تبار خط آرامی می‌باشد. این خط همانند نوشته‌های کهن بر روی پاپیروس است. شمار بسیاری از متنهای بودایی، مانوی، نسطوری و زرتشتی و نیز نوشته‌های غیر دینی چون نقش بر روی سکه‌ها، سنگ‌نبشته‌ها و سندهای قانونی بدین خط نوشته شده‌اند. خط سغدی افقی و از چپ به راست نوشته می‌شد، ولی شاید با تأثیر خط چینی بوده که این خط را به ریخت عمودی نیز نوشته‌اند، با این تفاوت که در چینی نخستین سطر در سوی راست صفحه نوشته می‌شد و در سغدی نخستین سطر را در سوی چپ صفحه می‌نوشتند. خط مغولی کنونی نیز هنوز همین شیوه نگارش عمودی سغدی را به کار می‌برد.
هر چند سغدی در ابتدا توسط اقوامی ایرانی مورد استفاده قرار می‌گرفت. این خط توسط اقوام ترک اقتباس گردیده و مورد استفاده قرار گرفته است و اولین متون ترکی با استفاده از الفبای سغدی نوشته شده است. الفبای اویغوری باستانی و منچوری نیز از سغدی اقتباس شده است.